# Jeff Szwez
Jeffrey „Jeff“ Szwez (* 16. Juni 1981 in Etobicoke, Ontario) ist ein ehemaliger deutsch-kanadischer Eishockeyspieler, der im Verlauf seiner aktiven Karriere zwischen 2001 und 2017 unter anderem über 140 Spiele für die Augsburger Panther, den ERC Ingolstadt und Krefeld Pinguine in der Deutschen Eishockey Liga (DEL) auf der Position des rechten Flügelstürmers bestritten hat. Darüber hinaus absolvierte Szwez über 400 weitere Partien in den nordamerikanischen Minor Leagues American Hockey League (AHL) und ECHL.

## Karriere

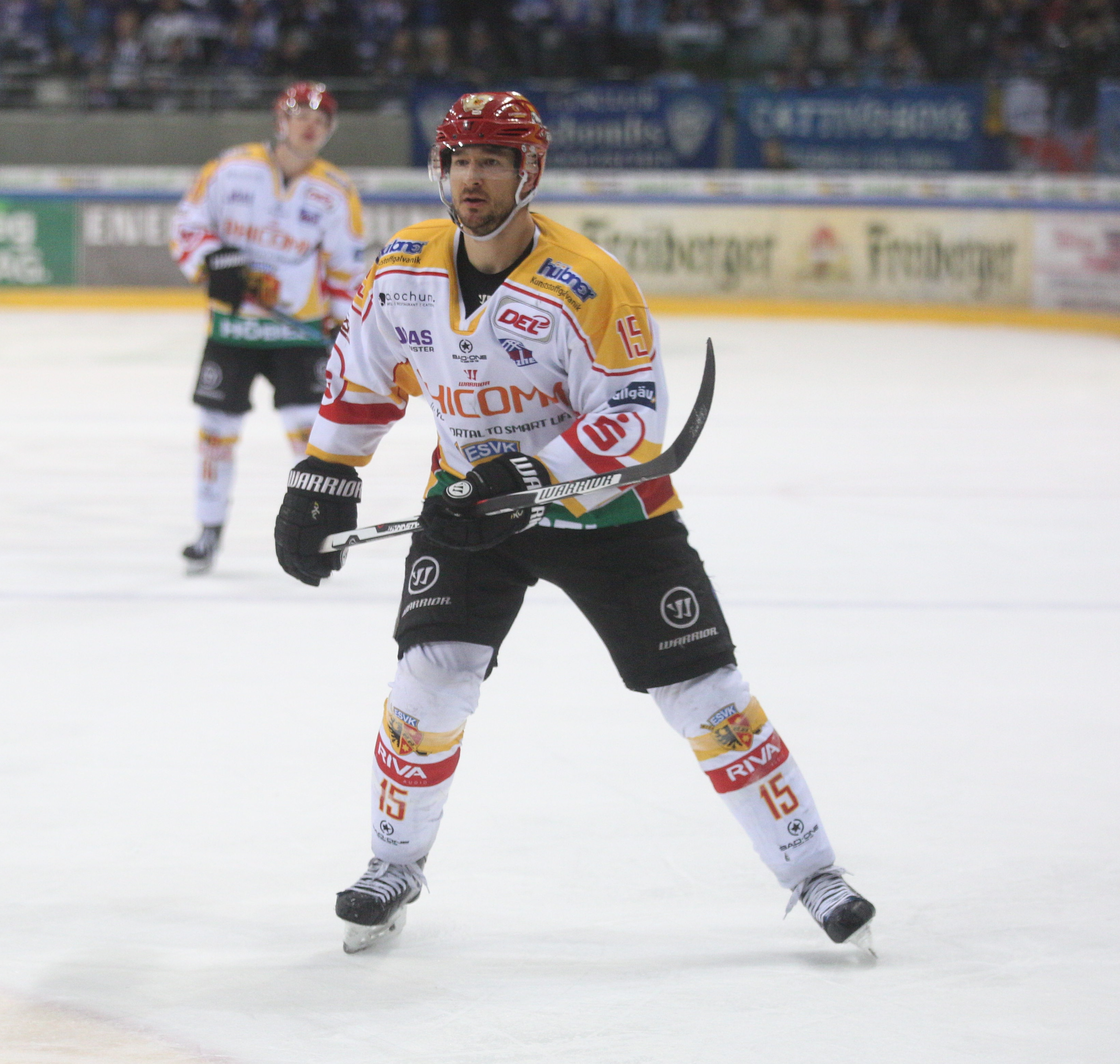
Szwez im Trikot des ESV Kaufbeuren (2017)

Szwez begann seine Karriere als Eishockeyspieler bei den Streetsville Derbys, für die er zwischen 1999 und 2001 in der Ontario Junior Hockey League (OPJHL) aktiv war. Anschließend verbrachte er ein Jahr bei den Kitchener Rangers in der Ontario Hockey League (OHL) und konnte mit 58 Scorerpunkten in 69 Spielen überzeugen. Zur Saison 2002/03 wechselte der Flügelspieler zu den Augusta Lynx aus der East Coast Hockey League (ECHL), kam parallel jedoch auch zu neun Einsätzen für die Binghamton Senators in der American Hockey League (AHL). Die folgende Spielzeit begann er bei den Dayton Bombers, stand in den folgenden eineinhalb Jahren jedoch bei deren Ligarivalen Florence Pride, der im Sommer 2004 seinen Namen in Pee Dee Pride änderte, unter Vertrag. Die Saison 2004/05 beendete er bei seinem Ex-Klub Dayton Bombers in der ECHL, stand jedoch auch in drei Spielen für die Bridgeport Sound Tigers in der AHL auf dem Eis.
Ab dem Sommer 2005 spielte Szwez parallel für die Dayton Bombers in der ECHL und deren Kooperationspartner Syracuse Crunch in der AHL. Gegen Ende der Saison 2007/08 wechselte er jedoch zu den Espoo Blues aus der finnischen SM-liiga und scheiterte mit seinem neuen Verein erst im Playoff-Finale an Oulun Kärpät. Für die folgende Spielzeit kehrte der Linksschütze nach Nordamerika zurück und spielte für die Philadelphia Phantoms in der AHL. In der Spielzeit 2009/10 erzielte er in insgesamt 45 Spielen 61 Scorerpunkte in der britischen Elite Ice Hockey League (EIHL) für den nordirischen Vertreter Belfast Giants, mit denen er Meister der EIHL-Playoffs wurde. Zudem wurde er aufgrund seiner auch für ihn persönlich erfolgreichen Spielzeit in das Second All-Star Team der EIHL gewählt.
Für die Saison 2010/11 wurde der Kanadier von den Augsburger Panthern aus der Deutschen Eishockey Liga (DEL) verpflichtet. Im Dezember 2011 bat er um Vertragsauflösung und spielte ab 13. Januar 2012 bei den Ravensburg Towerstars in der 2. Bundesliga. Zum Spieljah 2012/13 wechselte der Flügelstürmer zum EHC Freiburg in die Süd-Gruppe der drittklassigem Eishockey-Oberliga. In dieser Saison war er mit 23 Toren und 26 Assists bester Spieler der Wölfe. Bei der Wahl zum Spieler des Jahres belegte Szwez den dritten Platz. Nach erneut einem Jahr bei den Belfast Giants, mit denen er Britischer Meister wurde, kehrte der Angreifer in die DEL zurück. Er spielte in der Saison 2014/15 für den ERC Ingolstadt. Im September 2015 wechselte er innerhalb der Liga zu den Krefeld Pinguinen, wo er jedoch die in ihn gesetzten Erwartungen nicht erfüllen konnte und der Vertrag in beiderseitigem Einvernehmen im Dezember 2015 aufgelöst wurde. Zwei Wochen später unterschrieb Szwez einen Kontrakt bis Saisonende bei den Dresdner Eislöwen aus der DEL2.
Nachdem der Offensivspieler die Saison 2016/17 beim ESV Kaufbeuren in der DEL2 verbracht hatte, zog er sich im Sommer 2017 aus dem Profigeschäft zurück. Er verbrachte die Spielzeit 2017/18 beim EHC Königsbrunn in der fünftklassigen Landesliga Bayern. Dort fungierte er zudem als spielender Assistenztrainer und bewerkstelligte mit dem Team am Saisonende den Aufstieg in die viertklassige Bayernliga. In der Saison 2018/19 kam Szwez dort sporadisch zu Einsätzen und zog sich anschließend zurück. Erst im Frühjahr 2020 kehrte der Stürmer in den Spielbetrieb bei Königsbrunns Ligarivalen EA Schongau zurück, den er mit 16 Scorerpunkten in 14 Einsätzen in der Relegation vor dem Abstieg in die Fünftklassigkeit bewahrte. In der Folge absolvierte er in den Spielzeiten 2020/21 und 2022/23 einige Partien für Schongau und Königsbrunn.

## Erfolge und Auszeichnungen
| - 2008 Finnischer Vizemeister mit den Espoo Blues - 2010 EIHL-Playoffgewinn mit den Belfast Giants - 2010 EIHL Second All-Star Team | - 2014 Britischer Meister mit den Belfast Giants - 2010 EIHL Second All-Star Team - 2018 Aufstieg in die Bayernliga mit dem EHC Königsbrunn |

## Karrierestatistik
(Legende zur Spielerstatistik: Sp oder GP = absolvierte Spiele; T oder G = erzielte Tore; V oder A = erzielte Assists; Pkt oder Pts = erzielte Scorerpunkte; SM oder PIM = erhaltene Strafminuten; +/− = Plus/Minus-Bilanz; PP = erzielte Überzahltore; SH = erzielte Unterzahltore; GW = erzielte Siegtore; 1 Play-downs/Relegation; Kursiv: Statistik nicht vollständig)